# (16553) 1991 TL14
1991 تي أل 14 (ويعرف أيضًا باسم (16553) 1991 تي أل 14 وفق تسمية الكوكب الصغير) (بالإنجليزية: 1991 TL14)‏ هو كويكب ضمن حزام الكويكبات؛ وترتيبه 16553 من حيث الاكتشاف.
اكتُشف هذا الجُرم الفلكي بواسطة Charles P. de Saint-Aignan ‏ في 7 أكتوبر 1991.

## وصلات خارجية
- (16553) 1991 TL14 في قاعدة بيانات مختبر الدفع النفاث لأجرام النظام الشمسي الصغيرة

- الاكتشاف · مخطط المدار ·  العناصر المدارية · المعلمات المادية

- (16553) 1991 TL14 على موقع ويكي سكاي: DSS2, SDSS, GALEX, IRAS, Hydrogen α, X-Ray, Astrophoto, Sky Map, Articles and images